# Salts als Jocs Olímpics d'estiu de 1912 - Trampolí de 3 metres masculí
El salt de trampolí de 3 metres masculí fou una de les quatre proves de salts que es disputà dins el programa dels Jocs Olímpics d'Estocolm del 1912. La prova es va disputar entre el dilluns 8 i el dimarts 9 de juliol de 1912. Hi van prendre part divuit saltadors procedents de cinc països.

## Medallistes
| Or                 | Plata            | Bronze             |
| Paul Günther (GER) | Hans Luber (GER) | Kurt Behrens (GER) |

## Resultats
La competició es va celebrar en dos trampolins, un de 3 metres i un d'1 metre. Els saltadors havien de realitzar un salt en carrera i un salt mortal cap endavant des del trampolí d'un metre, un salt aturat i un amb carrera des del trampolí de tres metres, i tres salts lliures des del trampolí de tres metres. Cinc jutges puntuaven cada saltador, donant dos resultats. Un en què es puntuava de millor a pitjor cada saltador, donant una posició ordinal per a cada saltador. Aquestes cinc puntuacions eren sumades per donar la puntuació ordinal total. Alhora els jutges també donaven una puntuació més semblant al sistema actual de puntuació.

### Primera ronda
Els dos saltadors que obtenien una millor puntuació en cada grup de la primera ronda, més els dos millors no classificats de tots els grups passaven a la final.
Grup 1
| Pos. | Saltador               | PO | MPT   |
| ---- | ---------------------- | -- | ----- |
| 1    | Kurt Behrens (GER)     | 6  | 80.14 |
| 2    | Paul Günther (GER)     | 9  | 78.14 |
| 3    | Arthur McAleenan (USA) | 15 | 68.02 |
| 4    | Ernst Brandsten (SWE)  | 20 | 65.02 |
| 5    | Sven Nylund (SWE)      | 28 | 62.60 |
| 6    | Eskil Brodd (SWE)      | 29 | 62.60 |
| 7    | Oskar Wetzell (FIN)    | 33 | 58.70 |

Grup 2
| Pos. | Saltador             | PO | MPT   |
| ---- | -------------------- | -- | ----- |
| 1    | John Jansson (SWE)   | 5  | 77.77 |
| 2    | Albert Zürner (GER)  | 10 | 74.64 |
| 3    | Ernst Eklund (SWE)   | 16 | 53.02 |
| 4    | Carlo Bonfanti (ITA) | 19 | 46.81 |

Grup 3
| Pos. | Saltador                 | PO | MPT   |
| ---- | ------------------------ | -- | ----- |
| 1    | Hans Luber (GER)         | 6  | 77.50 |
| 2    | Robert Zimmerman (CAN)   | 11 | 76.60 |
| 3    | George Gaidzik (USA)     | 16 | 74.03 |
| 4    | Herbert Pott (GBR)       | 17 | 73.94 |
| 5    | Ernfrid Appelqvist (SWE) | 25 | 62.61 |
| 6    | Axel Runström (SWE)      | 30 | 58.42 |
| 7    | Erik Tjäder (SWE)        | 35 | 53.56 |

### Final
| Pos. | Saltador         | Nació        | Puntuació per jutge | Puntuació per jutge | Puntuació per jutge | Puntuació per jutge | Puntuació per jutge | Puntuació per jutge | Puntuació per jutge | Puntuació per jutge | Puntuació per jutge | Puntuació per jutge | Total | Total |
| Pos. | Saltador         | Nació        | Jutge 1             | Jutge 1             | Jutge 2             | Jutge 2             | Jutge 3             | Jutge 3             | Jutge 4             | Jutge 4             | Jutge 5             | Jutge 5             | Total | Total |
| Pos. | Saltador         | Nació        | PO                  | PT                  | PO                  | PT                  | PO                  | PT                  | PO                  | PT                  | PO                  | PT                  | PO    | MPT   |
| ---- | ---------------- | ------------ | ------------------- | ------------------- | ------------------- | ------------------- | ------------------- | ------------------- | ------------------- | ------------------- | ------------------- | ------------------- | ----- | ----- |
| 1    | Paul Günther     | Alemanya     | 2                   | 77,95               | 1                   | 79,95               | 1                   | 82,90               | 1                   | 82,35               | 1                   | 73,00               | 6     | 79,23 |
| 2    | Hans Luber       | Alemanya     | 1                   | 78,10               | 2                   | 79,00               | 2                   | 77,50               | 2                   | 79                  | 2                   | 70,30               | 9     | 76,78 |
| 3    | Kurt Behrens     | Alemanya     | 3                   | 77,90               | 5                   | 74,05               | 5                   | 74,00               | 5                   | 76                  | 4                   | 66,70               | 22    | 73,73 |
| 4    | Albert Zürner    | Alemanya     | 4                   | 75,70               | 4                   | 75,25               | 4                   | 74,85               | 4                   | 77,6                | 7                   | 63,25               | 23    | 73,33 |
| 5    | Robert Zimmerman | Canadà       | 5                   | 72,00               | 3                   | 76,00               | 7                   | 71,50               | 3                   | 77,9                | 6                   | 65,30               | 24    | 72,54 |
| 6    | Ernest Pott      | Regne Unit   | 8                   | 71,15               | 6                   | 71,20               | 3                   | 75,00               | 6                   | 73,95               | 5                   | 65,95               | 28    | 71,45 |
| 7    | John Jansson     | Suècia       | 7                   | 71,45               | 8                   | 66,95               | 6                   | 72,55               | 8                   | 67,75               | 3                   | 69,50               | 32    | 69,64 |
| 8    | George Gaidzik   | Estats Units | 6                   | 71,60               | 7                   | 68,70               | 8                   | 68,20               | 7                   | 70,15               | 8                   | 61,40               | 36    | 68,01 |